# Министерство нефти и природного газа Индии
Министерство нефти и природного газа Индии отвечает за разведку, добычу, переработку, распределение, маркетинг, импорт, экспорт и сохранение нефти, природного газа, нефтепродуктов и сжиженного природного газа в Индии.

## Функции
- Разведка и разработка нефтяных ресурсов, в том числе природного газа.
- Производство, поставка, распределение, маркетинг и ценообразование нефти в том числе природного газа и нефтепродуктов.
- Нефтеперерабатывающие заводы, в том числе смазочные материалы.
- Добавки для нефти и нефтепродуктов.
- Смазочные смеси.
- Планирование, разработка и контроль, и помощь во всех отраслях промышленности, которыми занимается министерство.
- Планирование, развитие и регулирование нефтесервисных услуг.
- Администрирование различных законов, касающихся нефти и природного газа